# Arnoglossus septemventralis
Arnoglossus septemventralis är en fiskart som beskrevs av Amaoka och Mihara 2000. Arnoglossus septemventralis ingår i släktet Arnoglossus och familjen tungevarsfiskar. Inga underarter finns listade i Catalogue of Life.